# 1. Division 1912/1913
Osmnáctý ročník 1. Division (1. belgické fotbalové ligy) se konal od 7. září 1912 do 10. května 1913.
Sezonu vyhrál již posedmé v klubové historii Royale Union Saint-Gilloise, který vyhrál 2:0 v dodatečném utkání nad RDC Brusel. Nejlepším střelcem se stal hráč RDC Brusel Sylvain Brébart, který vstřelil 31 branek. Soutěže se zúčastnilo opět 12 klubů v jedné skupině.